# 约翰·T·唐尼
约翰·托马斯·唐尼（或译约翰·唐奈:32，1930年4月19日—2014年11月17日），是美国中央情报局特工，派入中国吉林省安图县时被发现遭到逮捕，从1952年11月关押至1973年3月，尼克松访华后获释。
约翰·唐尼在耶鲁读书时被中情局招募，51年大学毕业后经过培训派到日本，参加督导渗透中国的特工小组的工作。1952年时，约翰·唐尼和理查德·乔治·费克图是中情局驻日本厚木间谍训练机构的教官，唐尼军衔中尉，费克图军衔上尉。11月29日，中情局派出一架C-47飞机侵入中国领空，以富爾頓地對空回收系統接應自由中国运动东北地区委员李军英离开，这是约翰·唐尼第一次飞临中国。飞机抵达目的地安图县时，被中国人民解放军东北军区官兵和公安干警伏击。飞机坠毁时，约翰·T·唐尼和理查德·乔治·费克图跳伞逃生。之後唐尼被送到了沈阳，在连续审讯15天之后的12月15日选择了坦白从宽，然后又送到北京。中情局确认这架C-47坠毁后声称“两名飞行员和两名美国国防部的文职雇员在从汉城飞向东京的商业航班中迷航失踪”。12月7日，唐尼妈妈收到了中情局“你的儿子是一架逾期未抵的商业航班的乘客，我们严重担心他已失踪”的通知，在一年后的1953年12月4日收到了“你的儿子已被正式推定死亡”的公函。
1954年11月24日，《人民日报》发布消息：中华人民共和国最高人民法院军事审判庭于11月23日对美国间谍约翰·唐尼、理查德·费克图等人做出刑事判决，唐尼被判无期徒刑，费克图被判有期徒刑20年:32—33。宣判后，唐尼、费克图二人在同一个监狱服刑。《人民日报》报道后，唐尼、费克图二人与其他美籍间谍案，成与为中华人民共和国政府与美国政府政治攻防的议题。美国国务院发表抗议声明，称唐尼、费克图是美国陆军部在日本雇佣的“文职人员”，美方以为他们在1952年11月从朝鲜飞往日本的一次飞行中死亡。1956年中方再度放风“如果美国承认唐尼是中情局特工，我方就釋放他”，美国拒绝回应。1957年中方第三度提出“如果美国边境管理机构不再利用其护照管理权限制美国记者访问北京，我方会考虑釋放唐尼”，美国表示这是勒索，美国不接受勒索。1958年，美国对唐尼的妈妈和兄弟取道第三地自行决定到中国探视采取了放任态度。
1971年12月，费克图被提前11个月释放。1972年尼克松访华。1973年1月31日，尼克松公开承认唐尼与中情局的关系，3月7日，由於唐尼的妈妈突发急病，尼克松请求尽快释放唐尼，3月9日，唐尼在被关押20年3个月15天后获释。回国后，中情局给唐尼补发了远超预期的一大笔工资。
回国6个月后，唐尼插班进入哈佛大学法学院，1976年毕业，随即通过了律师资格考试，1978年被任命为康涅狄格州商业关系部部长。1979年被任命为康涅狄格州公用事业管理局局长。2014年11月17日逝世。